# كوي كرافت
كوي كرافت (بالإنجليزية: Coy Craft)‏ هو لاعب كرة قدم أمريكي، ولد في 23 مايو 1997 في أبينغدون في الولايات المتحدة. شارك مع منتخب الولايات المتحدة تحت 18 سنة لكرة القدم. أما مع النوادي، فقد لعب مع اوكلاهوما سيتي أنرجي ونادي دالاس.

## وصلات خارجية
- كوي كرافت على موقع الدوري الأمريكي (الإنجليزية)
- كوي كرافت على موقع قاعدة بيانات كرة القدم.إي يو (الإنجليزية)
- كوي كرافت على موقع قاعدة بيانات كرة القدم.إي يو (الإنجليزية)
- كوي كرافت على موقع Soccerway.com (الإنجليزية)
- كوي كرافت على موقع عالم كرة القدم.نت (الإنجليزية)
- كوي كرافت على موقع AS.com (الإسبانية)